# Arabesque (banda)
Arabesque fue un trío vocal femenino alemán de música disco que se había formado en Fráncfort del Meno en 1977. Estaba integrado desde 1979 por las cantantes Michaela Rose, de ascendencia alemana y mexicana nacida el 19 de diciembre de 1958, y que estaba al cargo también de la confección del vestuario del grupo; Jasmin Elizabeth Vetter, nacida el 22 de febrero de 1956 y exmiembro de la Selección Nacional Alemana de gimnasia artística, y que estaba al cargo también de la coreografía de las cantantes en el escenario; y Sandra Ann Lauer, nacida el 18 de mayo de 1962, y ayudante también en el diseño del vestuario del grupo. 
Después de la separación en 1984, Jasmin Vetter y Michaela Rose continuaron brevemente como dúo con el nombre artístico de Rouge, mientras que Sandra Lauer empezaba su carrera musical en solitario de la mano de su futuro marido y posteriormente afamado músico Michael Cretu.

## Los cambios de personal
El trío femenino Arabesque fue creado por el productor alemán Wolfgang Mewes y el compositor musical Jean Frankfurter en plena época de la música disco, en 1977. Inicialmente, Arabesque lo formaban Michaela Rose, Mary Ann Nagel, y la británica Karen Ann Tepperis. Mary Ann Nagel decidió dejar el grupo, motivada por la larga distancia que tenía que cubrir desde Karlsruhe a Fráncfort cada vez que se tenía que desplazar, dificultándole así poder atender debidamente a su hijo de corta edad. Fue sustituida por Heike Rimbeau en 1978, mientras que a Karen Ann Tepperis la sustituyó Jasmin Vetter por la misma época. 
Karen Ann se quedó embarazada de su novio y futuro marido, y ante la dificultad de poder atender las giras, eligió abandonar Arabesque a su pesar. Fue por ello demandada por los productores, que, aunque no lograron obtener indemnización alguna por parte de ella, sí consiguieron que perdiese los derechos sobre su voz e imagen en el grupo.
Elke Brückheimer sustituyó a Heike Rimbeau en 1979, aunque poco tiempo después, ésta fue sustituida a su vez por Sandra Ann Lauer, con lo que el trío femenino quedó definitivamente formado hasta su separación en 1984.

## Éxito en el lejano Oriente
Arabesque fue sobre todo muy popular en Japón y Corea del Sur, donde vendieron más de 6 millones de discos en aquellos países.[cita requerida] También habían tenido cierto éxito en la Unión Soviética. En Alemania, el sencillo «Take Me, Don't Break Me» consiguió rozar el Top 40 de la lista de éxitos germana, mientras que el siguiente a éste, «Marigot Bay», logró alcanzar el Top 10 unas semanas más tarde.
Sus últimos sencillos, «Time to Say 'Goodbye'» y «Ecstasy», se convirtieron en sendos éxitos en varios países europeos —solo después de la separación de Arabesque—, ya que sonaban muy cercano al sonido «italo disco», un género musical que estaba siendo muy popular en las discotecas europeas de ese momento. Esas canciones se difundieron y ganaron reconocimiento a través de LP recopilatorios de música dance-pop, así como en discos bootlegs, de forma que Arabesque nunca pudo aprovechar este último éxito, ni las canciones pudieron subir a ninguna lista musical como sencillos. Este fue un problema común para los artistas europeos de la década de los 80. 
Los últimos sencillos de Arabesque habían introducido en Japón el sonido «italo disco» bajo el término «eurobeat», utilizado anteriormente en el Reino Unido para las producciones de Stock Aitken Waterman.

## Formaciones
| 1977 — 1978 | - Mary Ann Nagel - Karen Ann Tepperis - Michaela Rose |

| 1978 — 1979 | - Heike Rimbeau - Jasmin Elizabeth Vetter - Michaela Rose |

| ene/1979 — jun/1979 | - Elke Brückheimer - Jasmin Elizabeth Vetter - Michaela Rose |

| jun/1979 — 1984 | - Sandra Ann Lauer - Jasmin Elizabeth Vetter - Michaela Rose |

## Discografía
| Discografía alemana - Friday Night - City Cats - Arabesque (reeditado como Marigot Bay) - In for a Penny | Discografía japonesa - Arabesque - Arabesque II - Peppermint Jack - Arabesque III - Arabesque IV - Arabesque V - Billy's Barbeque - Caballero - Arabesque VII - Why No Reply - Arabesque VIII - Loser Pays The Piper - Time to Say 'Good Bye' |